# El sistema
El sistema (förkortning av det officiella namnet Sistema Nacional de Orquestas Juveniles e Infantiles de Venezuela) är ursprungligen en statligt finansierad frivillig musikskola för barn och unga i Venezuela. Den grundades 1975 av ekonomen och dirigenten José Antonio Abreu, med syftet att ge alternativ till livet på gatan med kriminalitet och våld. Den har beskrivits som "gratis klassisk musikutbildning, som främjar fattiga barns framsteg och utveckling". Enligt programmet ska eleverna öva och repetera fyra timmar per vecka i klassisk orkestermusik och körsång efter skoltid och dessutom vara aktiva under veckosluten. År 2015 fanns det över 400 musikcentra med 700 000 deltagare. Efterföljare har startats i minst 65 länder i världen.
Dirigenten Gustavo Dudamel började sin musikaliska karriär som elev vid El Sistema. Han har sagt att "musiken räddade livet på mig och den har räddat livet på tusentals barn i riskzonen i Venezuela ... liksom mat, hälsovård och utbildning måste musik vara varje barns rättighet."

## El Sistema i Sverige
Den första utbildningen startades 2010 i Hammarkullen i Göteborg, då Gustavo Dudamel och Göteborgssymfonikerna gav konserter där. Efter fem år fanns El Sistema på alla Göteborgs kulturskolor och i sjutton andra kommuner, bland annat i Malmö där man har samarbete med Malmö symfoniorkester och Södertälje som samarbetar med Kungliga Filharmoniska Orkestern. Mer än 6 000 barn deltar i musikskolan El Sistema som sysselsätter 190 lärare. I Sverige är ett viktigt mål att motverka segregation och även barnens familjer aktiveras på kvällsträffar.